# قاباردی‌ها
قاباردی‌ها یا قبارطه (قاباردی: Къэбэрдей адыгэхэр، قەبەردەیی آد‍ہگەݗەر؛ آدیغی: Къэбэртай адыгэхэр، قەبەرتای آد‍ہݝەݗەر؛ روسی: Кабардинцы) یکی از دوازده طایفه بزرگ چرکس هستند که به گویش قاباردی از زبان آدیغی سخن می‌گویند. آن‌ها در گذشته در ولایت قابارده در شمال قفقاز می‌زیستند. قاباردی‌ها امروزه در جمهوری قابارده و بالقاریه در روسیه زندگی می‌کنند.
گرچه تقسیمات اداری شوروی چرکس‌ها را در چهار عنوان و واحد سیاسی مختلف آدیغیه (در آدیغیه)، چرکس (در قره‌چای و چرکس)، قاباردی (در قابارده و بالقاریه) و شاپسوگی (در سرزمین کراسنودار) قرار می‌داد، هر چهار گروه اساساً یک قوم به نام آدیغی هستند. یکی از دوازده ستاره روی پرچم آدیغیه، مربوط به قاباردی‌ها است.